# دوروشکه
دوروشکه (به مجاری:  Döröske) یک شهرداری در مجارستان است که در واش واقع شده‌است. دوروشکه ۴٫۴۱ کیلومتر مربع مساحت و ۱۱۰ نفر جمعیت دارد.